# Бережанский замок
Бережа́нский замок — замок в городе Бережаны Тернопольской области.

## Резиденция рода Сенявских

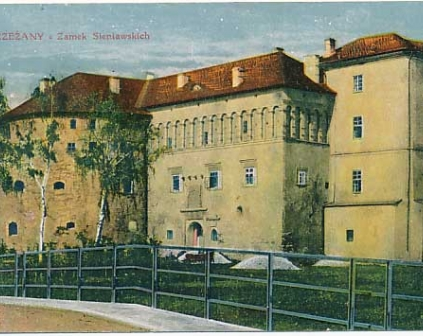
Бережанский замок на почтовой открытке, 1917

Первое письменное упоминание о Бережанах относится к 1375 году. В 1530 польский король Сигизмунд I позволил коронному хорунжему Николаю Сенявскому, владевшему данными местами, на месте небольшого поселения основать город с Магдебургским правом. В 1534 на острове, окружённом рекой Золотая Липа, Николай Сенявский заложил замок из тёсаного камня, строительство замка было завершено в 1554 году. Это была родовая резиденция Сенявских, в своеобразный шедевр в эклектичной эстетике, в подражание краковскому королевскому замку Вавель. В 1620 А. И. Сенявский построил из тёсаного камня костёл, который был укреплён стенами с бойницами. В этом году отряд крымских татар, который совершал набег в районе Бережан даже не попробовал штурмовать городские укрепления. В 1630 году в связи с ростом города стенами были обнесены, кроме старого города, также Новый город и часть Адамовки, а в замке был построен арсенал.
В 1648 и 1649 город был дважды захвачен восставшими казаками, но они не смогли взять Бережанский замок. В 1655 году город и замок местные жители добровольно сдали шведской армии.
В 1666 обязанность по ремонту городских укреплений была возложена на еврейскую общину. Эта работа выполнялась основательно, так как в 1667 году Бережаны выдержали две казацкие осады. Но уже в 1675 году отряды турецкого паши Ибрагима Шишмана разграбили Бережаны; замок снова устоял.

## Упадок
Новые хозяева замка из родов Чарторыйских (с 1726), Любомирских (с 1778), Потоцких (с 1816) не заботились о замке, он используется под склады и даже пивоварню, и постепенно разрушается. Уже к 1908 году он был в настолько запущенном состоянии, что находиться в нём было запрещено. Последний владелец Бережанского замка граф Якуб Ксаверий Потоцкий, после Первой мировой войны передал его польской армии.
В первой половине XIX были снесены городские оборонные укрепления, а на части их территории был основан небольшой парк.
В 1916—1917 годах Бережаны находились почти на линии австрийско-российского фронта. В Бережанском замке дислоцировались военные части и он часто подвергался артиллерийским обстрелам.
Проекты реставрации замка готовились ещё в XIX веке, но и в XXI столетии катастрофическое состояние Бережанского замка и костёла при нём продолжают углубляться.

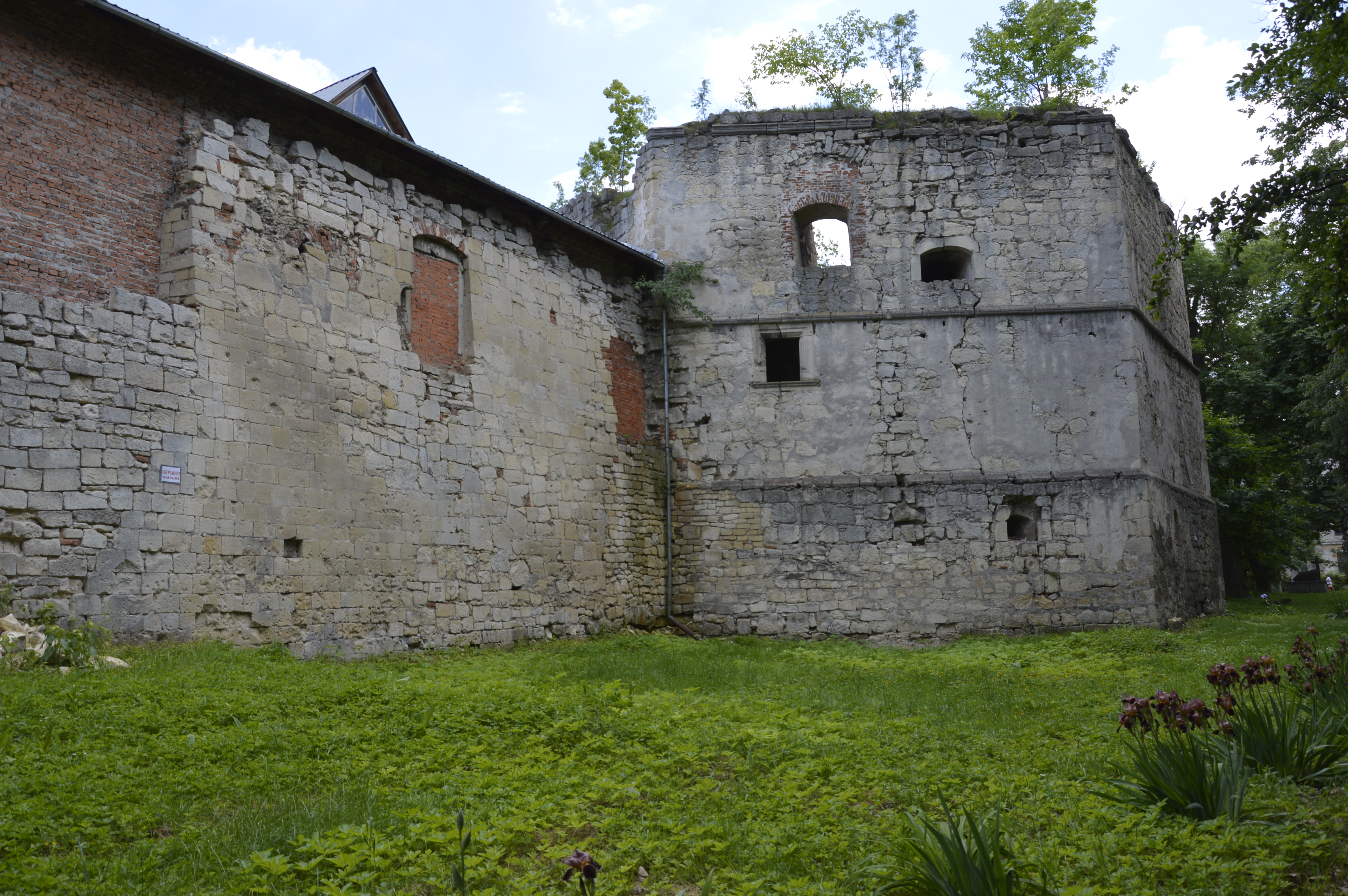
Бережанский замок
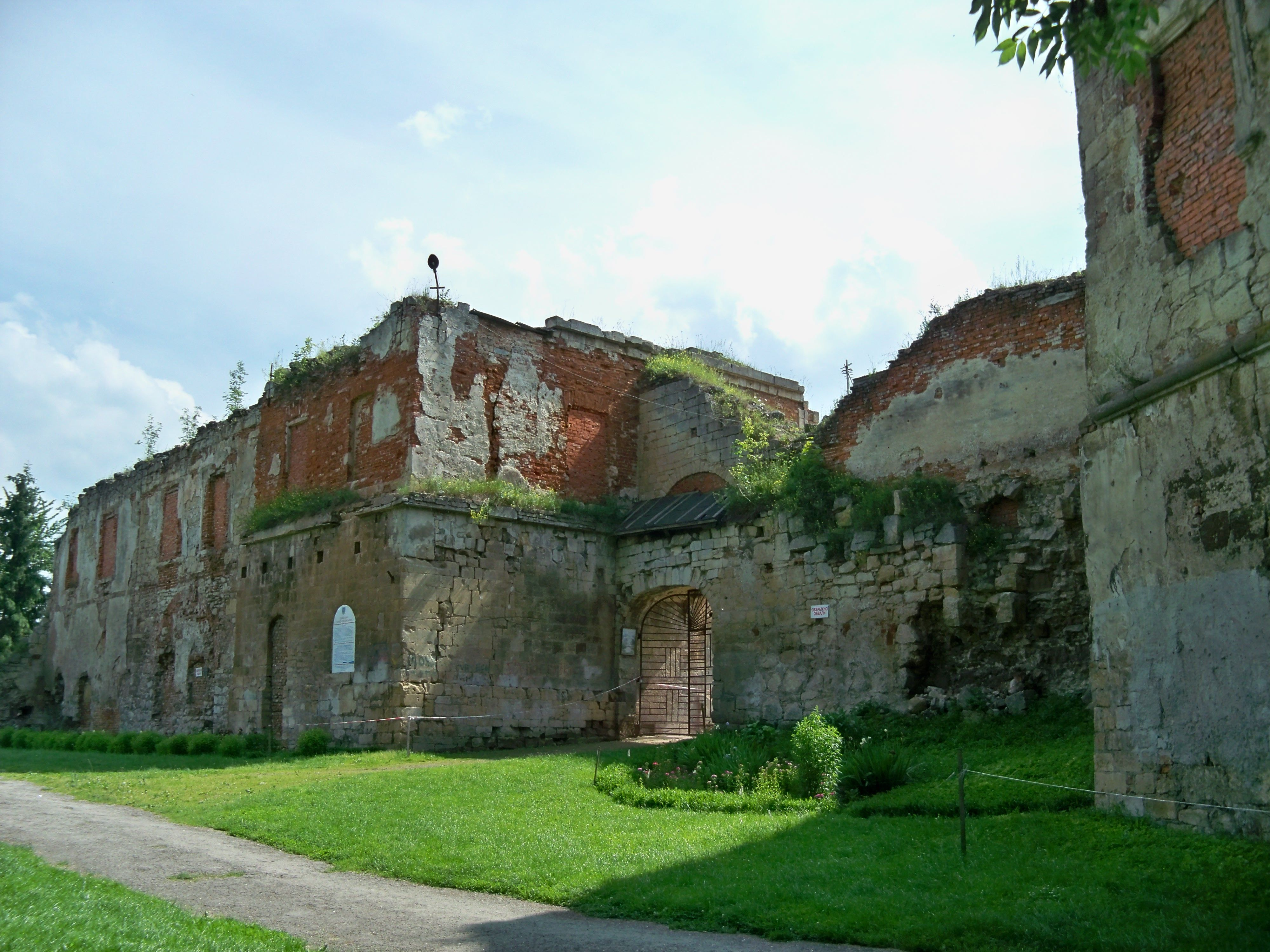
Бережанский замок
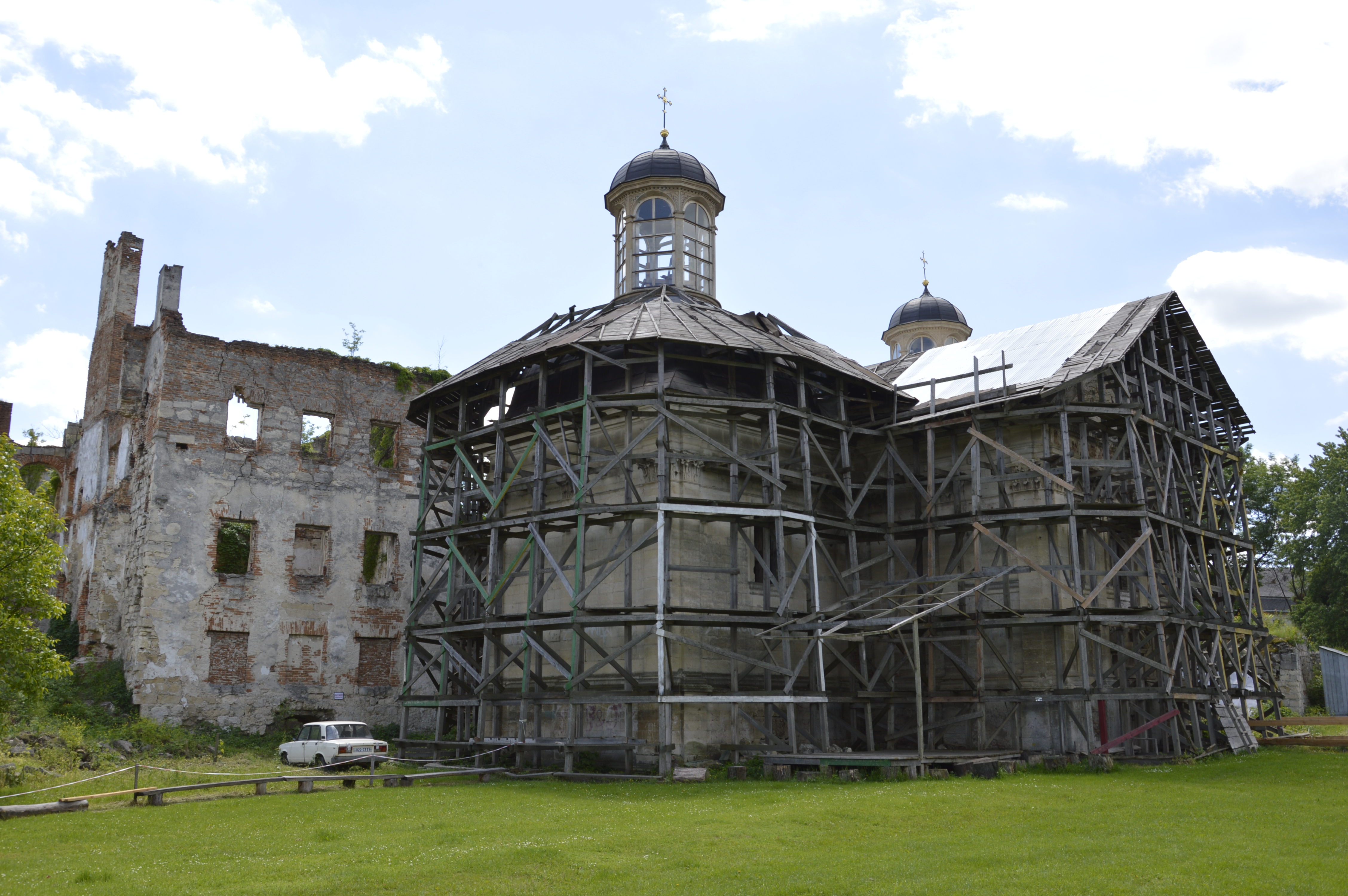
Реставрация костёла Святой Троицы на территории замка
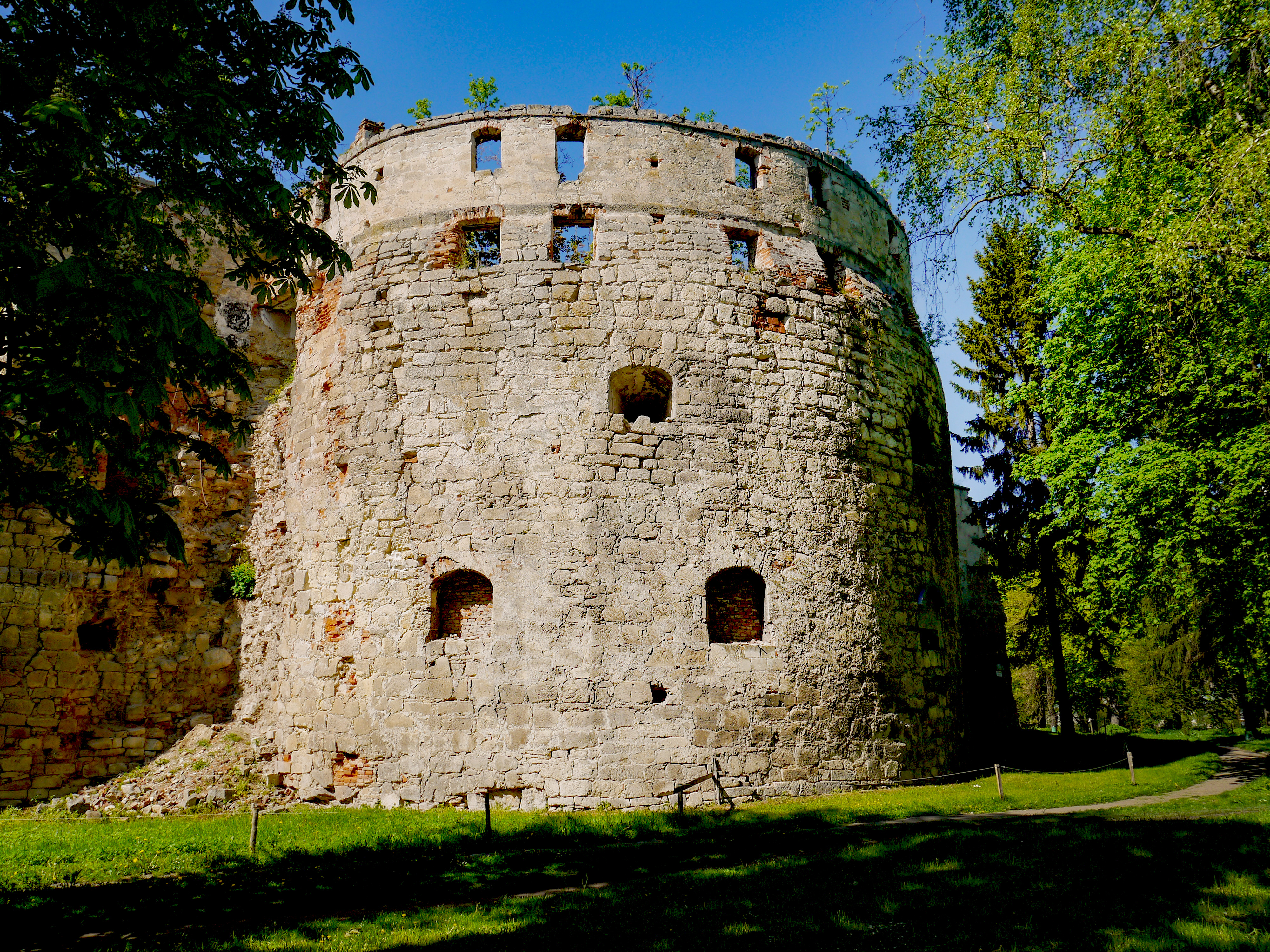
Бережанский замок
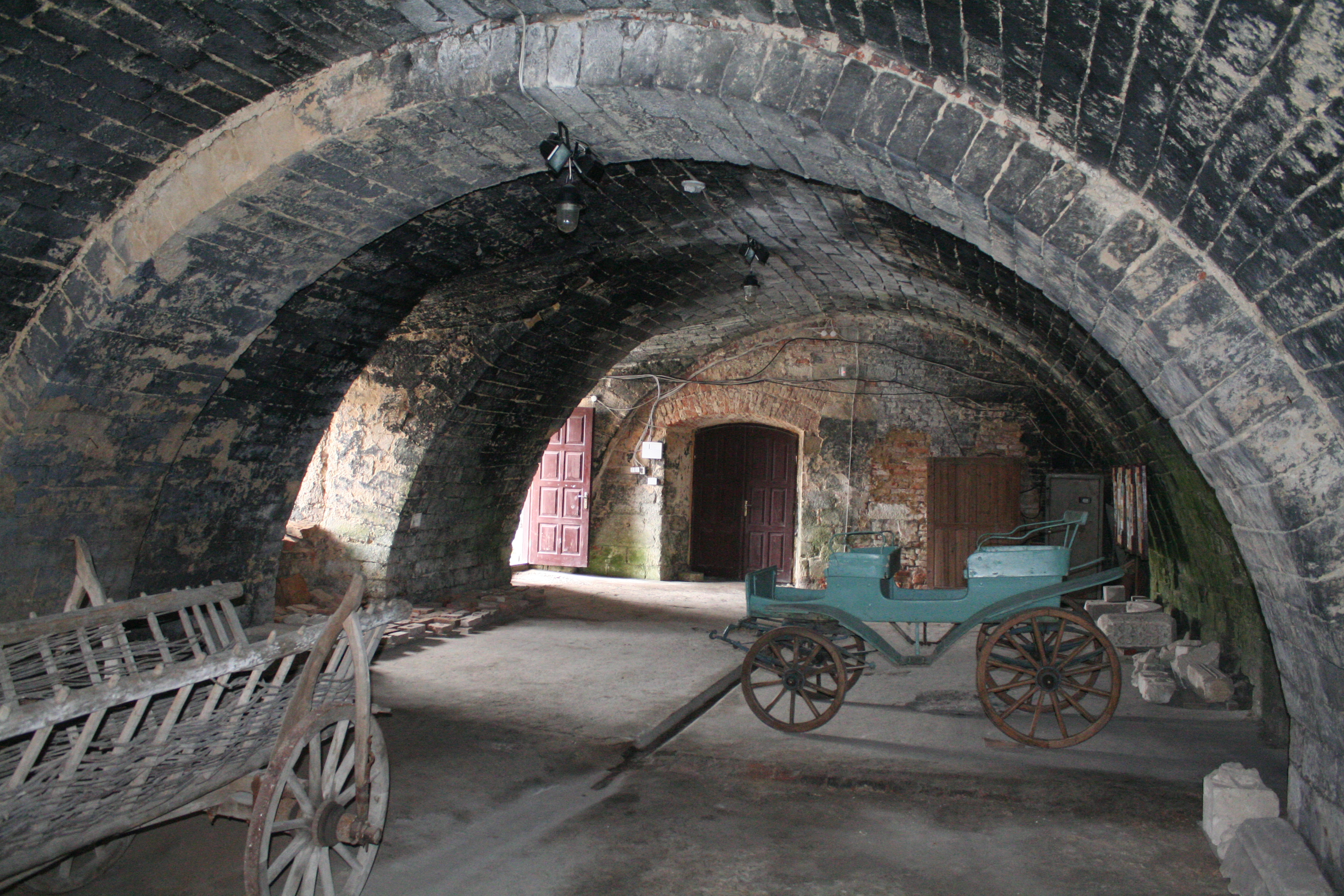
Бережанский замок

## Использованная литература
- Оконченко І. Бережанські фортифікації XVI—XVII ст. // Галицька брама, 2002, № 7-9 (91-93), с. 8 — 11.
- Парацій В. Бережансьий замок // Галицька брама, 2002, № 7-9 (91-93), с. 12 — 17.
- Пламеницька О. Деякі аспекти хронології та типології Бережанського замку в контексті формування урбаністичної системи міста // Українська академія мистецтва. Дослідницькі та науково-методичні праці. — Вип. 18. — Київ, 2011. — С. 257—270.